# Jakub Virgil Holfeld
Jakub Virgil Holfeld   (Viena, 27 de novembre de 1835 - Praga, 26 de desembre de 1920) fou professor de piano.
Va ser deixeble de Josef Proksch i del 1855 al 1876 va ensenyar al seu institut. Després va fundar la seva pròpia escola de piano, famosa a la seva època a Praga. El seu alumne més famós fou Vilém Kurz. També va compondre diverses petites peces.

## Biografia
Vienès de naixement, la seva família es va traslladar a Praga el 1847. El seu pare, Jindřich, provenia de Jiříkov, una ciutat industrial del nord de Bohèmia. Jakub Holfeld, segons els desitjos dels pares, es va prometre comerciar, però mostrant un gran talent musical, li permeten estudiar música a l'Institut Proksch (fundat el 1831), l'escola del qual era - després de l'escola Tomášek - una de les més importants escoles de música de Praga a mitjan segle XIX.
Holfeld va estudiar a l'escola Proksch des dels tretze anys, des del 1847 fins al 1853. Després de completar l'estudi, se li va proposar ser tutor d'una família de la noblesa, però Proksch els dissuadí assenyalant que les seves habilitats docents no fer-se un mal ús. Holfeld segueix els bons consells del seu professor i, posteriorment, el presenta amb gratitud. Després de dos anys de pràctica a l'Institut Proksch, Holfeld és professor a l'Escola Proksch. Seguir vint anys d'intensa activitat docent en aquesta innovadora i fantàstica escola, on van ensenyar als nens diverses condicions, li van aportar una gran experiència. El 1876, va deixar l'escola - dirigida després de la mort de Proksch pel seu fill Théodore i la seva filla Marie - i es va dedicar, fins a la seva mort, a la seva pròpia escola privada. A mesura que l'Institut Proksch va anar perdent importància a les darreres dècades del segle xix, el seu lloc el va ocupar l'escola Holfeld.

## Pedagogia
Holfeld, com a pianista, era aparentment mitjà en aparença i la seva interpretació es considerava seca. Tot i això, segons el testimoni –de Kurz i d'altres estudiants–, era un molt bon professor, tant elemental com superior. Va proporcionar als estudiants una formació completa i sòlida en piano i teoria. Va ser un professor honest i treballador i va portar els estudiants al coneixement de la naturalesa de la producció sonora. El seu ensenyament es basava inicialment en Bach i Beethoven, estudiats acuradament, per a la majoria dels estudiants. No obstant això, com Josef Proksch i ell s'assegura que els seus estudiants coneguin tots els monstres de la literatura per a piano i fins i tot els nous compositors. Així, no va dubtar a estudiar amb els seus alumnes les noves obres de Richard Strauss i Max Reger.
Els seus estudiants posen l'èmfasi en el cultiu dels elements més tècnics. Principalment en la tècnica del dit i el canell febles, com va passar amb totes les antigues escoles de piano, incloses Proksch i Holfeld. Compartien els desavantatges d'aquestes escoles: l'exageració dels cops de dits, que provoca una posició antinatural de la mà.
Vilém Kurz va adquirir la pràctica d'ensenyar Holfel fins a cert punt, però de manera molt indirecta, més aviat influït per l'enlluernament pianístic de Liszt. Holfeld tenia informació sobre el mètode d'ensenyament de Liszt del seu amic íntim i company de classe, Franz Bendl, que després dels seus estudis amb Proksch s'havia convertit en alumne de Liszt.
Holfeld també va ser actiu com a compositor, però la majoria de les seves composicions han quedat manuscrites. Va escriure diverses obres per a cor masculí i mixt i peces per a piano (Ballade, Intermezzo, Romance ...). L'escola de piano, tot i que no va sobreviure, va complir la seva missió. Entre els molts alumnes d'Holfeld, que van preparar acuradament les seves carreres amb ell, en la seva pròpia pràctica docent, van transmetre una part important de la seva experiència. {§ a opinar}
Holfeld va viure fins a una gran edat, amb una gran frescor física i mental. No només va ser testimoni dels grans mestres (Smetana, Dvořák, Fibich), sinó que la seva figura d’un vell cavaller estava quasi envoltada d’una mena d’aureola de glòria.

## Estudiants
A més de Vilém Kurz i Růžena Kurzová, cal esmentar altres noms: Josef Růžička (professor a Frankfurt, que el 1868 va fundar una escola de piano a Praga), a més, Erwin Schulhoff, Ludmila Řežábkovou-Dombrovskou (professora al Conservatori de Riga i més tard a l’Escola de música de Písek), Emu Marešová (que durant molts anys va treballar a Hradec Králové), Camille Brandejsovou, Emu Saxlovou, Marie Prokschovou, Arthur Chitz (director d'orquestra a Dresden), Caroline i Růžena Zátkovy, Marie Wachsmannovou, Konrad Wallersteina, Richard Jolly, etc. Durant els seus estudis, Vítězslav Novák va estudiar amb Holfeld i posteriorment Kurzův alumne de Vasyl Barvinsky, després d'anys de professor i director del conservatori de Lviv.
El 80è aniversari de Holfeld, quan tenia més de seixanta anys d'activitat educativa, va cridar l'atenció del gran públic i de la premsa. Cartes de felicitacions que se li van presentar, signades per més de dos-cents estudiants.